# ME Ferenczi Sándor Egészségügyi Technikum
A Miskolci Egyetem Ferenczi Sándor Egészségügyi Technikum Miskolcon, az Avas városrész lábánál található. Névadója a miskolci születésű Ferenczi Sándor orvos, pszichoanalitikus, a magyar pszichoanalitikai iskola megteremtője. 2019. augusztus 1-jei hatállyal az intézmény fenntartását a Miskolci Egyetem vette át.

## Története
A Ferenczi Sándor Egészségügyi Szakközépiskola és Szakiskola 1957. szeptember 1-jén – akkor még Egészségügyi Szakiskola néven – nyitotta meg kapuit, a Borsod-Abaúj-Zemplén Megyei Kórház területén. Feladata az egészségügyi szakdolgozó-képzés volt a város, a megye és a régió egész területére.
1975-ig 17 és 18 éves kortól (érettségi után) kezdődött a szakmai képzés 2–3 éves nappali tagozatos és munka melletti formában. Az oktató-nevelő munkát segítette, hogy 1959-ben, kollégiumi célra újabb épületet kapott az iskola. Ez az épület csak 1986 szeptemberéig állt rendelkezésre, ezután a tanulók a város kollégiumaiban nyertek elhelyezést.
1975-től a képzés iskolarendszerben 14 éves kortól kezdődött és szakiskolai formában három év alatt adott általános ápoló és általános asszisztensi bizonyítványt. E képzési forma bevezetésével – a szakdolgozói igény kielégítésére – szükségessé vált a munka melletti szakosító képzések bevezetése, amely a törvények szerint a szakiskolák alapfeladata lett. A szakiskolai és szakközépiskolai képzés ugyanis csak alapozó szint, erre az intézmények szakmai igényeinek megfelelően szakosodni kellett. Egészen az 1980-as évek végéig ebben a struktúrában folyt a képzés.
A Népjóléti Minisztérium szakképzési fejlesztési terve, majd az 1993. évi szakképzési törvény az iskolát teljes struktúraváltásra késztette. Az 1990-es évek kezdetén már látható volt, hogy az a tiszta profilú szakiskolai képzési forma, amely az iskolában folyt, az 1990-es évek közepére nem lesz tartható, mert az átalakuló egészségügyi ellátórendszerek más igényeket támasztanak az oktatással szemben. A továbblépéshez érettségit adó iskolává kellett válni.
1993-ban indultak az első szakközépiskolai osztályok, és ezzel kezdetét vette az átalakulás. Már akkor körvonalazódott, hogy ez egy kitérő – hiszen az új szakképzési törvény az egészségügyi szakképzések nagy részét érettségi utánra helyezi –, azonban az iskola továbblépése szempontjából ez elengedhetetlen volt.
1994-ben országosan is az elsők között kezdte el az érettségi utáni európai standardnak megfelelő ápolóképzést (OKJ száma: 54 5015 01). 1995-ben újabb szakkal, a szülésznőképzéssel (OKJ 54 5015 01) bővült az oktatás struktúrája. Ugyanebben az évben Phare-támogatással világbanki humán szakmacsoportos program indult.
1998-tól újabb sikeres pályázat eredményeképpen „Az Ifjúsági Szakképzés Korszerűsítése” világbanki projekt „A” és „B” komponensében dolgoztak. Így indult el az informatika szakmacsoportos képzés a 14–18 éves korosztály, valamint a mentőápoló képzés az érettségizettek számára. A mentőápoló szakképesítés új tantervének kidolgozásában az iskola is részt vett.
1999-ben bővült az oktatott szakok száma a csecsemő- és gyermekápoló szakkal (OKJ 54 5012 02), valamint a fizioterápiás asszisztens (OKJ 52 5008 01). A korszerű nappali tagozatos szakképzés mellett az iskolában minden évben 14–16 szakon folyik felnőttképzés, ebből 8–10 felsőfokú szakképesítést ad. Az elmúlt években sikeres szakdolgozói továbbképzéseket is szerveztek.
2002. július 1-jén a miskolci Korányi Sándor Egészségügyi Szakközépiskola és a miskolci Ferenczi Sándor Egészségügyi Szakközépiskola integrációja megtörtént. A két intézmény egy iskolaként Ferenczi Sándor Egészségügyi Szakközépiskola néven működik tovább. Az iskolákban addig folytatott képzési profil megmaradt az integráció után is.

## A 2022/2023-as tanévben induló osztályok
| Ágazat                      | Kód  | Osztályok |
| --------------------------- | ---- | --------- |
| Egészségügyi asszisztens    | 0110 | 1         |
| Gyakorló ápoló              | 0220 | 1         |
| Mentőápoló                  | 0330 | 1         |
| Rehabilitációs terapeuta    | 0440 | 1         |
| Kisgyermek gondozó-, nevelő | 0770 | 2         |